# Syndicat de la construction métallique de France
Le Syndicat de la construction métallique de France est l’unique organisation nationale représentative des entreprises de construction métallique en France.

## Historique
L'organisme est fondé en 1886 par une poignée d’entrepreneurs, parmi lesquels Gustave Eiffel, sous le nom de Chambre syndicale des entrepreneurs de construction métallique de France.
Le 31 août 1962 est créé sous l'impulsion du SCMF le Centre technique industriel de la construction métallique (CTICM), centre technique régi par la loi no 48-1228 du 22 juillet 1948 définissant le statut juridique des centres techniques industriels, auquel est alors transféré l'ensemble du personnel technique de la chambre syndicale.
La chambre syndicale change de raison sociale en 1969 et devient alors le Syndicat de la construction métallique de France.

## Activités
Les représentants des entreprises adhérentes se réunissent au sein de cette organisation afin d'encadrer l’évolution de leur profession et réfléchissent notamment à l’ensemble des questions portant sur la construction en acier et son environnement.
Les cinq missions du syndicat sont :
- la représentation de la profession auprès des pouvoirs publics et privés ;
- la promotion et le développement de la construction métallique ;
- l'accompagnement du progrès des méthodes de gestion des entreprises membres du syndicat ;
- la défense des intérêts du domaine de la construction métallique en France ;
- la médiation entre les entreprises adhérentes.

## Administration
Les administrateurs du syndicat sont nommés par l'assemblée générale des membres. Le conseil d'administration ainsi formé fixe les grandes lignes de l'action syndicale. Le président du syndicat est élu par les membres du conseil d’administration.
| Début                                    | Fin        | Identité        | Entreprise                                                                            |
| ---------------------------------------- | ---------- | --------------- | ------------------------------------------------------------------------------------- |
| Les données manquantes sont à compléter. |            |                 |                                                                                       |
| 19 septembre 1899                        | après 1899 | Anatole Marsaux | Ingénieur des arts et manufactures, établissements de ponts en fer (société H. Joret) |
| avant 1903                               | après 1903 | Roussel         | Établissements Baudet Donon Roussel en 1924                                           |
| 30 juin 1906 ?                           | ?          | Donon           | Établissements Baudet Donon Roussel en 1924                                           |
| Les données manquantes sont à compléter. |            |                 |                                                                                       |
| avant 1916                               | après 1916 | Germain Petit   |                                                                                       |
| 8 février 1918 ?                         | après 1926 | Baudet          | Établissements Baudet Donon et Cie en 1857                                            |
| avant 1929                               | après 1929 | Laroche         | (président honoraire)                                                                 |
| Les données manquantes sont à compléter. |            |                 |                                                                                       |
| avant 1941?                              | après 1941 | M.G. Cheurlin   |                                                                                       |
| Les données manquantes sont à compléter. |            |                 |                                                                                       |
| ?                                        | ?          | Hervé Libert    | (président d'honneur)                                                                 |
| vers 1998                                | ?          | Marc Coppens    | Serru (président d'honneur)                                                           |
| 1er décembre 2010                        | en cours   | Roger Briand    | Président du Groupe Briand                                                            |

## Prix des "Plus Beaux Ouvrages"
Le SCMF organise à partir de 1972 le concours des "Plus Beaux Ouvrages de construction métallique", appelé aussi concours PBO. Ce concours récompense tous les deux ans les équipes qui ont conçu des ouvrages marquants dans l'ensemble des domaines couverts par la construction métallique comme un témoignage de "l’extraordinaire richesse d’expression du matériau acier".